# Lich-Steinstraß (Niederzier)

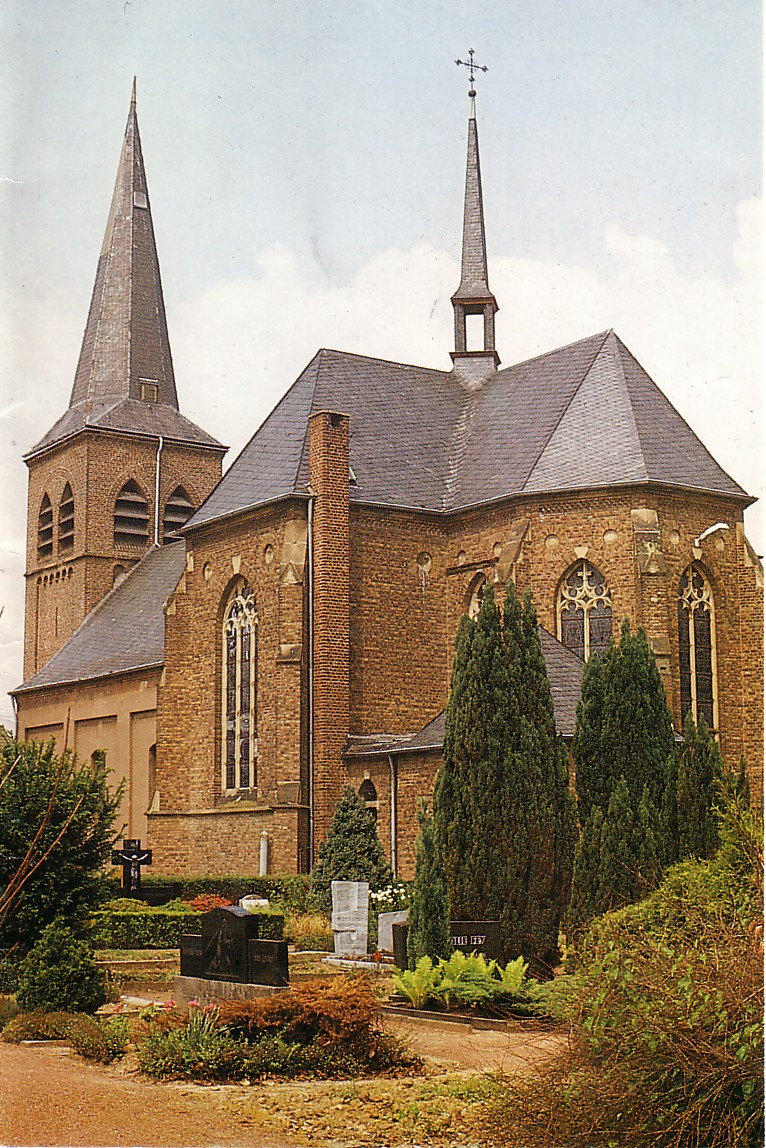
Pfarrkirche im alten Ort Lich-Steinstraß 1985

Lich-Steinstraß war der nördlichste Ortsteil der Gemeinde Niederzier im Kreis Düren. Im Ort wohnten bis zum Beginn der Umsiedlung 1473 Einwohner in 393 Anwesen. Bekannt war Lich-Steinstraß dafür, dass im Ort einige Schausteller und so genannte Moppenbäcker lebten.

## Lage
Der Doppelort Lich-Steinstraß bestand aus dem nördlich gelegenen Lich und dem südlich davon an der Bundesstraße 55, der alten römischen Via Belgica, gelegenen Steinstraß. Beide Orte waren zusammengewachsen. Lich-Steinstraß lag nördlich des Bürgewaldes, heute falscherweise oft als Hambacher Forst bezeichnet, und des Großen Forsts (Ostteil des eigentlichen Hambacher Forsts), am Nordende der Schneise zwischen beiden Wäldern. Die Landesstraße 12 durchquerte den Ort und führte in südlicher Richtung nach Niederzier (wobei in Gut Neu-Hambach eine Nebenstraße nach Hambach abzweigte) und in nördlicher Richtung nach Rödingen. Die Bundesstraße 55 durch Steinstraß führte in westlicher Richtung nach Stetternich und in östlicher Richtung nach Elsdorf. Weitere Nachbarorte waren Höllen, Bettenhoven, Oberembt im Norden sowie Tollhausen und Esch im Osten. Über die L 12 verkehrte eine Postbuslinie Rödingen – Düren, über die B 55 eine von Jülich nach Köln.

## Allgemeines
Lich-Steinstraß ist heute zum Teil eine Wüstung. Der Ort bildete die Gemeinde Steinstraß mit 18,48 km² Fläche und 1504 Einwohnern am letzten Tag seiner Selbstständigkeit, dem 31. Dezember 1971. Seit dem 1. Januar 1972 gehörte Lich-Steinstraß zur Gemeinde Niederzier im Kreis Düren und musste in den Jahren 1981 bis 1990 dem nördlichen Bereich des Tagebaus Hambach weichen. Ein Teil der Ortslage von Lich existiert zwar noch, liegt aber unmittelbar an der nördlichen Abbruchkante des Tagebaus. Das südlich dieser Kante gelegene Steinstraß wurde völlig abgebaggert. Im Jahre 2006 verkippte die Rheinbraun über die verbliebene Ortslage von Lich Abraum. Sichtbar sind nur noch Teile der Prämienstraße (L 12), welche Richtung Rödingen führt, sowie ein kleines Reststück der Herrenstraße. Zwischen den beiden parallel verlaufenden Straßen befindet sich auf dem ehemaligen Baggerbauplatz der Rheinbraun seit 2006 eine Moto-Cross-Strecke des MSC-Arnoldsweiler. Am Standort der ehemaligen Pfarrkirche befand sich bis 2006 mehrere Jahre ein Aussichtspunkt.
Der Landschaftsverband Rheinland dokumentierte 1978 die Vorbereitungen und Durchführung der Fronleichnamsprozession in Lich-Steinstraß in einem Film.

## Geschichte
In der Bevölkerungsliste des Jahres 1799 werden für Lich und Steinstraß zusammengenommen 852 Einwohner und ein Bestand von 167 Häusern ausgewiesen, womit der Doppelort seinerzeit die größte Siedlung auf dem heutigen Gebietsstand der Gemeinde Niederzier war.

## Umsiedlung
Als neuer Ort wurde am Stadtrand von Jülich das neue Lich-Steinstraß ab 1979 errichtet.

## Bürgewald
Lich gehörte zu den so genannten Bürgewaldgemeinden, die Rechte am Bürgewald besaßen. Dies ist der Legende nach dem heiligen Arnold von Arnoldsweiler zu verdanken, durch den legendären "Ritt um den Bürgewald". Hauptort der Bürgewaldgemeinden ist Arnoldsweiler. Dorthin mussten die Licher am Pfingstdienstag, später am Pfingstmontag, dem heiligen Arnold eine Kerze opfern. Dieser Wachszins wurde erst im 19. Jahrhundert aufgelöst.